# Jan Plestenjak

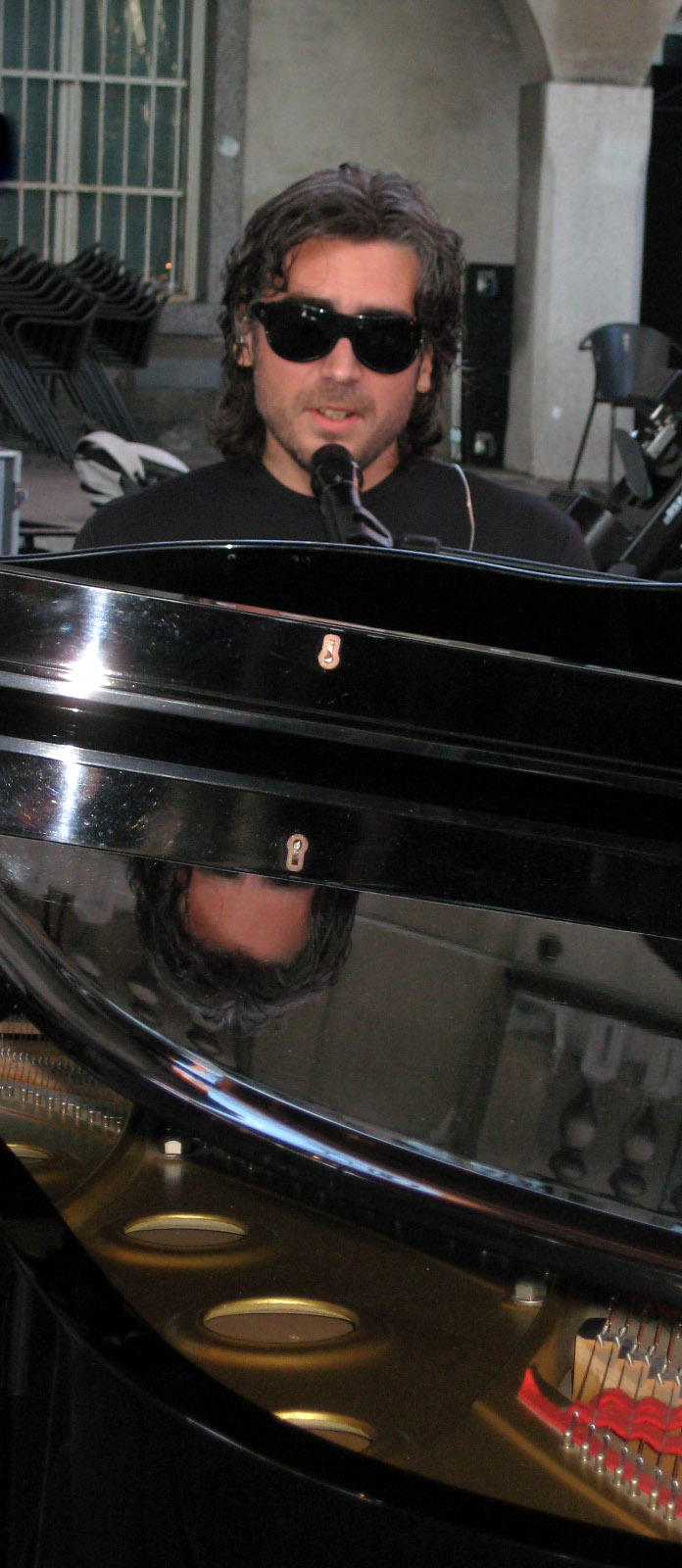
Jan Plestenjak

Jan Plestenjak, es un cantante y guitarrista esloveno, nacido el 27 de marzo de 1973 en Liubliana. 
Jan Plestenjak nació en Liubliana y su infancia la vivió en Škofja Loka. Su madre, Dora Plestenjak, es una famosa pintora eslovena, y su padre Miroslav Miljkovic falleció hace unos años. Su hermanastro mayor es el pintor Domen Slana que tiene otro padre, y mantuvo el apellido de la madre.
A partir del verano de 2006 es dueño (junto con su compañero del trabajo y amigo Boštjan Menart) del local Playa en Portorož en la región eslovena de Primorska (costa del Adriático esloveno). 
Ya en su infancia comenzó a tocar guitarra. La escuela musical primaria la visitó en Škofja Loka, más tarde estudió música en la escuela de música y danzas de Liubliana. Durante la escuela secundaria actuó en un grupo de jazz llamado Interaction jazz group y colaboró con el grupo Quatebriga y con el Big Band de la radio y televisión eslovena.
A los 18 años ingresó a la Berklee College of Music en los Estados Unidos, donde se perfeccionó durante un año y luego continuó su perfeccionamiento en el conservatorio de Klagenfurt. Jan de momento vive en la región eslovena de Primorska, en Strunjan.
En el año 2005 se publicó su biografía con el título Smeh in solze y fue escrito por el periodista Jaka Lucu.
En el año 2009 se publicó su nuevo álbum con el título Klasika, donde adaptó sus mejores canciones y añadió algunas nuevas canciones junto con orquesta sinfónica.
En el año 2010 ganó premio Viktor para el cantante del año.

## Discografía
- Gremo v kino (1994)
- Pogrešal te bom (1995)
- Morje (1997)
- Amore mio (1999)
- Jan (2002)
- Solo (2003)
- Do raja (2005)
- Soba 102 (2007)
- Klasika (2009)
- Osebno (2011)